# Centro Internacional de Física Teórica
O Centro Internacional de Física Teórica Abdus Salam (ICTP) é um instituto internacional de pesquisa teórica em ciências física e matemáticas que opera sob um acordo tríplice entre o governo italiano, Organização das Nações Unidas para a Educação, a Ciência e a Cultura (UNESCO), e Agência Internacional de Energia Atômica (IAEA). Sua sede está localizada próximo a Miramare, cerca de 10 km da cidade de Trieste, Itália. O centro foi fundado em 1964 pelo físico Abdus Salam. 
O ICTP faz parte do Trieste System, uma rede nacional e internacional de institutos científicos em Trieste. 

## Pesquisas
As pesquisas no ICTP são conduzidas por seis seções científicas: 
- Altas energias, Cosmologia e Física de Astropartículas
- Matéria condensada e física estatística
- Matematicas
- Física do sistema terrestre
- Física aplicada
- Novas áreas de pesquisas

## Prêmios
O ICTP institui prêmios e condecorações em honra e para encorajar pesquisadores de alto-nível em campos da física e matemática.
- Medalha Dirac, para cientistas que realizaram contribuições significativas a física teórica.
- Prêmio ICTP, para jovens cientistas de países em desenvolvimento.
- Prêmio Gallieno Denardo, para contribuições significantes no campo da óptica.[4]
- Prêmio Ramanujan,  para jovens matemáticos de países em desenvolvimento.

## Filial regionais
Em 6 de fevereiro de 2012, o ICTP abriu uma filial regional (ICTP South American Institute for Fundamental Research) em São Paulo, Brazil. Suas atividades são modeladas nas do ICTP e inclui escolas e workshops, bem como programa de pesquisadores visitantes.